# Helena Kozerska
Helena Kozerska (ur. 13 maja 1903 w Masłowie, zm. 15 kwietnia 1993 w Warszawie) – polska bibliolog, bibliotekoznawca, rękopisoznawca.
Od 1949 roku związana z Biblioteką Uniwersytecką w Warszawie jako kierownik Oddziału Rękopisów. Prowadziła ewidencję zbiorów, które zachowały się po II wojnie światowej. Swoim wieloletnim obserwacjom i badaniom poświęciła osobną pracę, która umożliwia wizualizację nieistniejących rękopisów. Ocaliła pamięć o dziełach zniszczonych wskutek działań wojennych. Za trud i rozwój badań w dziedzinie bibliotekoznawstwa została odznaczona Orderem Odrodzenia Polski.

## Życiorys

### Dzieciństwo i młodość
Urodziła się w Masłowie, wsi, która należała do dawnego zaboru pruskiego. Była najmłodszą córką właścicieli rolnych, Ignacego Łuczaka i Weroniki z Klemmów. Miała czworo rodzeństwa. Dorastała w Łukaszewie, dokąd przeniosła się jej rodzina. Od 1909 do 1914 była uczennicą szkoły wiejskiej, natomiast w 1914 roku uczęszczała do gimnazjum w Jarocinie. Wyróżniała się spośród rówieśników inteligencją i postępami w nauce, ale na prośbę rodziców w 1917 roku porzuciła szkołę na rzecz pracy w gospodarstwie. W tamtym czasie próbowała uczyć się samodzielnie, aż w końcu, po aprobacie rodziców, wyjechała do Poznania, gdzie przygotowywała się do egzaminów. Maturę zdała w trybie eksternistycznym w gimnazjum im. św. Jana Kantego w Poznaniu w 1924 roku.

### Studia
W okresie studiów (1924–1928) miała problemy zdrowotne. Z powodu przewlekłej choroby płuc przebywała w sanatorium, co spowodowało, że jej egzaminy końcowe odsunęły się w czasie. Kozerska studiowała historię i socjologię na Uniwersytecie Poznańskim. Tytuł magistra uzyskała w 1930 roku. Napisała pracę magisterską o wielkopolskiej działaczce patriotycznej Emilii Sczanieckiej. Rozprawa została nagrodzona brązowym medalem Uniwersytetu Poznańskiego oraz wydana drukiem. Podjęła dalszą karierę naukową. Otrzymała stypendium z Funduszu Kultury Narodowej, które umożliwiło jej rozpoczęcie badań oraz zbieranie materiałów w paryskich bibliotekach i archiwach. Postanowiła odbyć staż w Bibliotece Kórnickiej (1932–1934), gdzie pod kuratelą prof. Stanisława Bodniaka zdobyła wiedzę z zakresu opracowywania rękopisów oraz katalogowania starych druków. W tym samym czasie pisała pracę doktorską o przywódcy Towarzystwa Demokratycznego Polskiego Wiktorze Heltmanie, za którą w 1935 roku otrzymała stopień naukowy doktora filozofii.

### Kariera
Kozerska od 1927 pisała krótkie artykuły prasowe, w których opisywała aktualne wydarzenia z historii zaboru pruskiego. Zamieszczała też recenzje w czasopismach historycznych. Współpracowała przy redakcji Polskiego słownika biograficznego, do którego napisała 11 życiorysów. W 1949 roku rozpoczęła pracę w Bibliotece Uniwersyteckiej w Warszawie na stanowisku kierownika Oddziału Rękopisów, budując ten dział od podstaw. Po wojnie ocalały 262 jednostki spośród około 4000. W 1956 roku Helena Kozerska została członkiem Dyrekcji Biblioteki. Zorganizowała Referat Prac Naukowych i Wydawniczych, stworzyła też projekt serii wydawniczej Prace Biblioteki Uniwersyteckiej w Warszawie, której pierwszy tom ukazał się w 1959 roku. W 1961roku powierzono jej funkcję wicedyrektora do spraw zbiorów specjalnych. Pełniła ją do 1966 roku.
Helena Kozerska prowadziła zajęcia dydaktyczne na Uniwersytecie Warszawskim dla studentów Bibliotekoznawstwa z zakresu wiedzy o księdze rękopiśmiennej. Brała czynny udział w Związku Nauczycielstwa Polskiego i Stowarzyszeniu Bibliotekarzy Polskich. W latach 1962–1974 była przedstawicielką Komisji Egzaminacyjnej dla Bibliotekarzy Dyplomowanych przy Ministerstwie Szkolnictwa Wyższego. Jako współzałożycielka Roczników Bibliotecznych w 1957 roku, razem z prof. Heleną Więckowską opracowywały recenzje wydawnictw zwartych w kraju i za granicą. W 1960 roku napisała rozprawę Straty w zbiorze rękopisów BUW w czasie I i II wojny światowej, w której zaprezentowała nową perspektywę badań z dziedziny rękopisoznawstwa. Dysertacja ta obejmowała spis tekstów uratowanych po II wojnie światowej. W 1915 roku zbiory rękopisów Biblioteki Uniwersyteckiej przetransportowano do Rostowa nad Donem, po I wojnie duża część obiektów powróciła do Biblioteki, ale w 1944 roku książki zostały spalone przez hitlerowców. W późniejszych latach ukazywały się kolejne tomy spisu. Powstawały również następne artykuły naukowe oraz biografie i hasła jej autorstwa w Encyklopedii wiedzy o książce. Kariera naukowa Kozerskiej nie zwalniała tempa, 23 lutego 1968 roku otrzymała bowiem stopień doktora habilitowanego nauk humanistycznych na Uniwersytecie Łódzkim za pracę Warszawska Biblioteka Uniwersytecka w latach 1832–1871. Biblioteka Rządowa – Okręgu Warszawskiego – Główna. W 1974 roku przeszła na emeryturę, ale nadal współpracowała z Biblioteką.

### Życie prywatne
W 1935 roku wyszła za mąż za Stanisława Kozerskiego, wyższego urzędnika Dyrekcji Lasów Państwowych i przeprowadziła się do Warszawy. Wybuch wojny zatrzymał realizację jej planów naukowych, spaliły się wszystkie nagromadzone materiały. Ten trudny czas spędziła w Warszawie. Zajmowała się dwojgiem własnych dzieci, miała również pod opieką dziecko swojego brata, który był więźniem obozu w Starobielsku. Tuż po wojnie musiała wyjechać z dziećmi na wieś i zajmować się gospodarstwem. Kozerska stanowiła autorytet w środowisku znajomych bibliotekarzy. W 1975 roku została uhonorowana Krzyżem Kawalerskim Orderu Odrodzenia Polski. W latach 80. opiekowała się ciężko chorym mężem, jej zdrowie także nie było w najlepszym stanie, straciła wzrok w ostatnich latach życia. Zmarła 15 kwietnia 1993 roku. Została pochowana na Cmentarzu Powązkowskim w Warszawie.